# Otto Kraus
Otto Kraus je izmišljeni lik iz stripa Zagor. On je zapovjednik paravojne postrojbe "Crni vukovi".

## Životopis
Iako Krausova prošlost nije poznata, njegovo ime i prezime upućuju na to da je njemačkog porijekla. Poznato je da je proputovao svijet i izvježbao vještinu borbe s vojnicima iz mnogih zemalja. Izvanredan je borac i uvježban u mnogim borilačkim vještinama, poput boksa i karatea. Spominje se da je sudjelovao u jednom ratu, iako se ne navodi kojem. Ima čin satnika, iako se ne navodi kako ga je stekao.
Jednom kada se našao u Americi, osnovao je paravojni odred od stotinjak ljudi sastavljen od bivših kažnjenika i pustolova svih vrsta s bazom u Kentuckyju. Zbog boje odora, Krausovi ljudi su dobili naziv "Crni vukovi". Kraus je osobno istrenirao svoje ljude i oni ga smatraju velikim vođom. Nisu omiljeni u američkim vojnim krugovima i uglavnom se svi pretvaraju da ne postoje. Crni vukovi su potpuno samostalan odred i slušaju samo Krausove naredbe. On je iskorištavao svaki nemir između Indijanaca i bijelih doseljenika kako bi s Crnim vukovima "intervenirao" tj. vršio pokolje među Indijancima kako bi se domogao zlata koje neki od njih posjeduju. Kraus je nemilosrdan i do informacija dolazi mučenjem zarobljenih Indijanaca. 
Kada je grupa pokvarenih trapera pod vodstvom Alana Webba pobila grupu vojnika i otela Boba, sina pukovnika Howarda, i krivnju za to bacila na Indijance, Kraus je Crne vukove premjestio u Darkwood i počeo s napadima na indijanska sela. Zagor je uspio spasiti Boba iz ruku Webbovih ljudi i Chico ga je vratio ocu ali ondje se našao i Webb i dječaka uzeo za taoca. No Kraus je iznenada napao Webba i Bob je ponovno spašen a Webb zarobljen. No iako je dokazana nevinost Indijanaca, Kraus nije namjeravao odustati od napada, ponajviše zbog mogućeg zlata koje bi se pronašlo u indijanskom logoru. Kada ga je pukovnik Howard zbog toga nazvao običnim pustolovom a ne vojnikom Kraus je odgovorio:"Ja sam obični pustolov! Ja, koji na leđima nosim teret svih vas vojničkih gizdelina! Prezirem vas Howarde! No prije nego vas napustim, dat ću vam savjet... Ako ste tako nježna srca, povucite se iz službe i zabijte u neki ured među papire. Život na granici nije stvoren za mekušce." 
Kraus je Crnim vukovima naredio napad na Indijance, kojima se pridružio i Zagor. Prva dva napada su Indijanci odbili ali treći, konačni, je prekinut od strane vojnika pukovnika Howarda koji je odlučio spriječiti Krausa da počini još jedan pokolj. U bitci između Crnih vukova te Indijanaca i Howardovih vojnika, naoružanih strojnicom Gatling, Crni vukovi su lošije prošli i rijetki preživjeli su se predali. 
Kraus je kukavički pobjegao i Zagor ga je slijedio te izazvao na dvoboj prsa o prsa. No Zagor je podcijenio svog protivnika i Kraus je pobijedio. Tada se pojavio kaplar Kowalsky, Krausov dočasnik koji je nakon poraza Crnih vukova potajice napustio Howardovu utvrdu. Kraus je tada namjeravao s njime Zagora uzeti kao taoca te stupiti u kontakt s ministrom rata kako bi osnovao novi odred Crnih vukova i natjerao vojsku da otpusti pukovnika Howarda. No Kowalsky je, ogorčen zbog toga što je njega i njegove suborce u najtežem trenutku napustio zapovjednik za kojega bi pošli i u pakao, želeći osvetiti svoje drugove, izvukao pištolj i rekavši:"Kraus, vi ste samo bijedni izdajica i kao takav ćete i umrijeti", ustrijelio Krausa.

## Zanimljivosti
- Kraus se pojavljuje u samo jednoj epozodi Zagora ali ta je značajna kao prva epizoda Zagora koja je izašla u Hrvatskoj, 1968. godine, kao broj 13 serijala "Zlatna serija", pod naslovom "Nasilje u Darkvudu". Također je i neuobičajeno što je Kraus jedan od rijetkih Zagorovih protivnika koji su se u poštenoj borbi pokazali nadmoćnijima Zagoru.
- Oznake koje Kraus i njegovi ljudi nose na ovratnicima svojih crnih odora gotovo su identične znakovlju nacističkih SS postrojbi.
- U jugoslavenskom izdanju stripa iz 1968., Krausa se naziva Klaus.